# 中舟生駅
中舟生駅（なかふにゅうえき）は、茨城県常陸大宮市舟生字堂下にある、東日本旅客鉄道（JR東日本）水郡線の駅である。

## 歴史
- 1956年（昭和31年）11月19日：日本国有鉄道の駅として開業[2]。旅客のみ扱い[2]の駅員無配置駅[3]。
- 1987年（昭和62年）4月1日：国鉄分割民営化により、JR東日本の駅となる[2]。

## 駅構造
単式ホーム1面1線を有する地上駅。ホーム上にドアのない待合所があるのみである。
水郡線統括センター（常陸大子駅）管理の無人駅である。

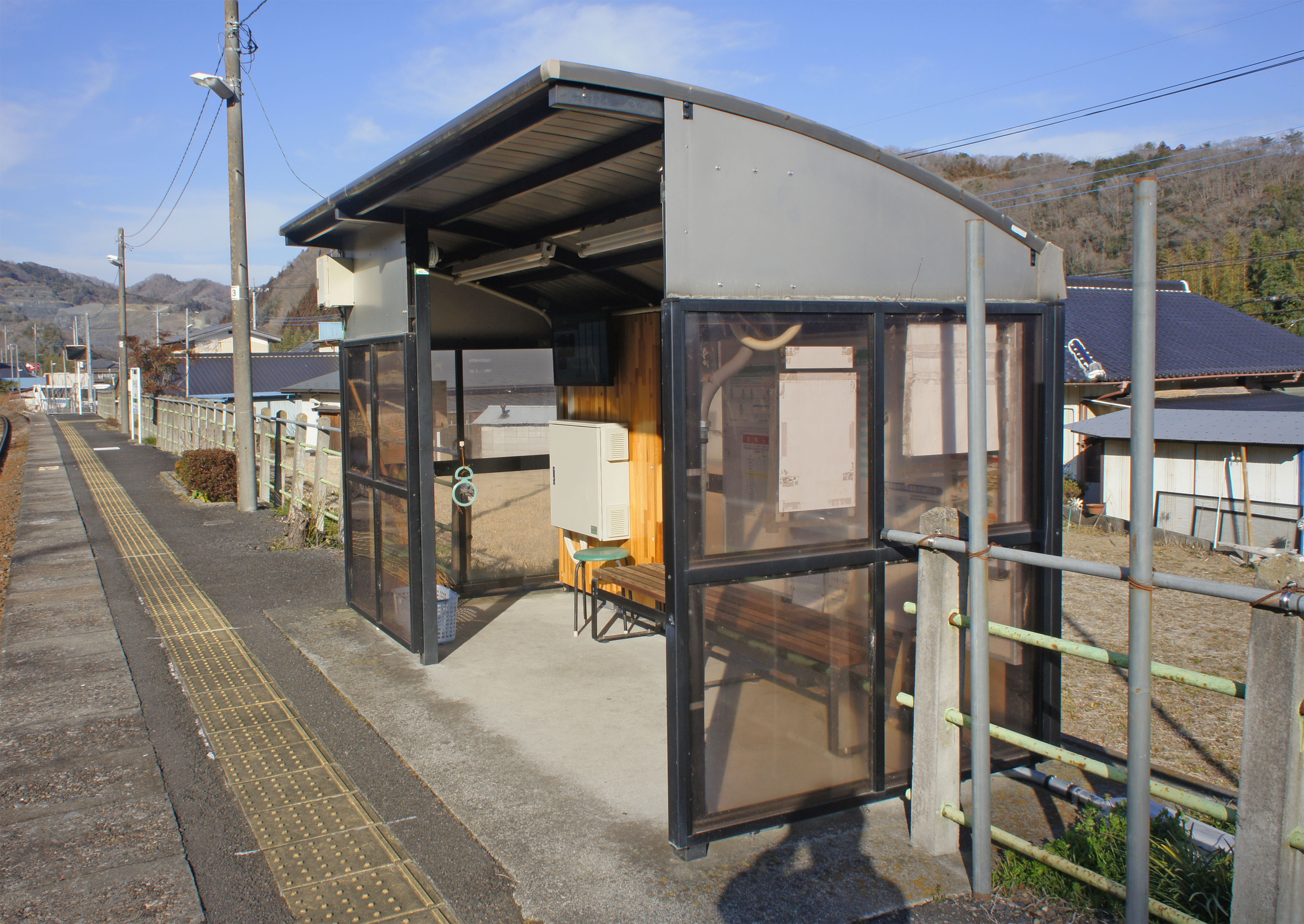
待合所（2022年2月）

## 駅周辺
駅そばには若干の住宅があるが、大部分は畑地である。
- 山方舟生簡易郵便局
- 国道118号
- 久慈川
- 西ノ内紙紙のさと和紙資料館[1]

## 隣の駅
東日本旅客鉄道（JR東日本）
■水郡線
山方宿駅 - 中舟生駅 - 下小川駅